# 辛比尔斯克古典文理中学

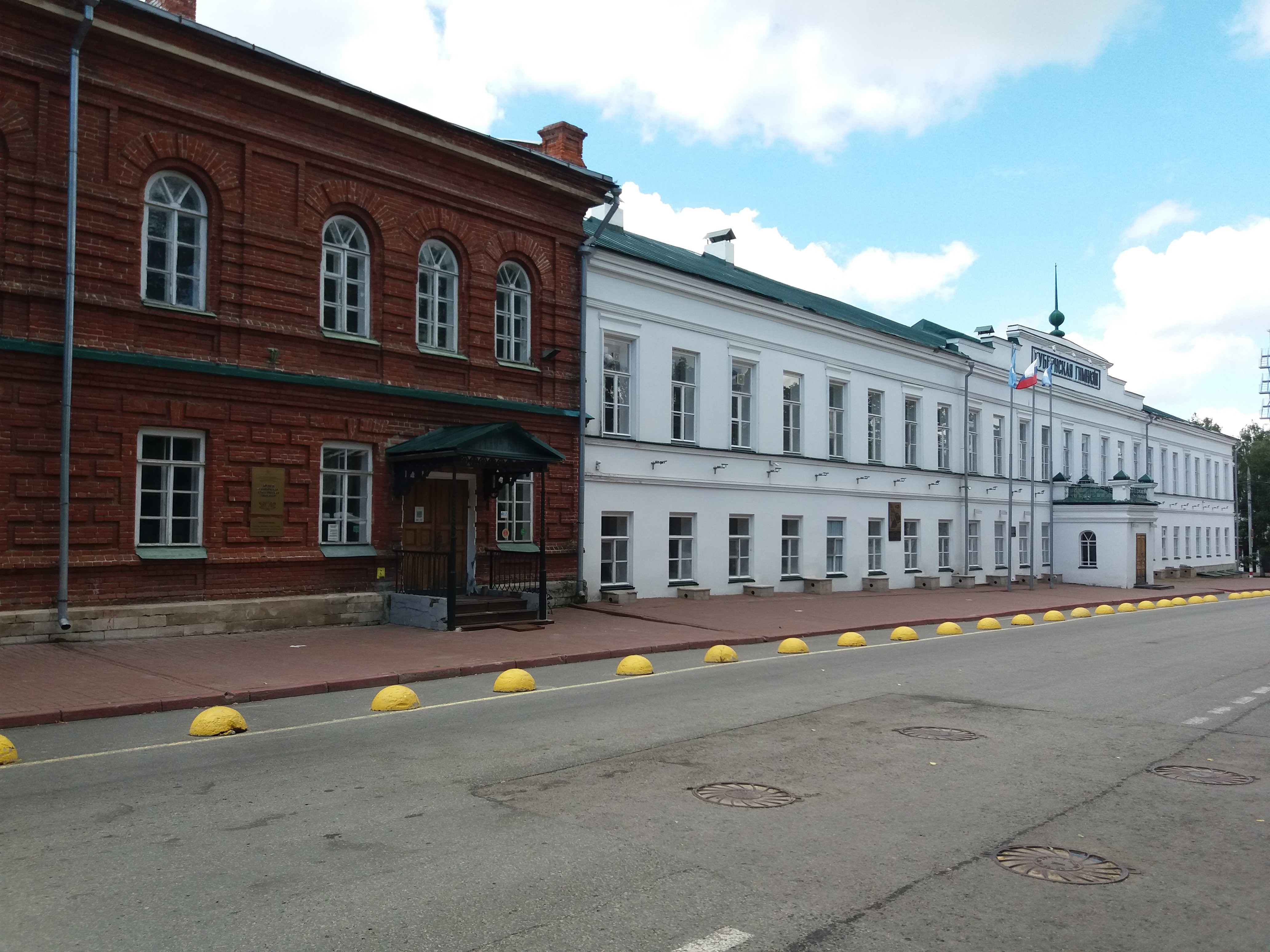
辛比尔斯克古典文理中学

辛比尔斯克古典文理中学（俄語：Симбирская классическая гимназия）是俄罗斯辛比尔斯克的第一所文理中学，成立于1809年12月12日，前身是1786年俄罗斯帝国政府开办的“总人民学校”。1879年—1887年，弗拉基米尔·列宁在此就读。目前，第一文理中学的小学生在这里上课；而附属建筑中设有“辛比尔斯克古典文理中学”博物馆，该馆隶属于“弗·伊·列宁故乡”国家历史保护博物馆。